# ناظم الزهاوي (سياسي عراقي)
ناظم عبد الجليل الزهاوي وهو سياسي عراقي راحل ولد سنة 1910، عمل في مناصب مرموقة في العهد الملكي مثل إدارة مؤسسة أموال القاصرين، ثم المفتش المالي العام ثم المدير العام للبنك الصناعي ثم المدير العام لوزارة الاقتصاد، ثم شغل منصب محافظ البنك المركزي العراقي للفترة من 1 أيار 1959 إلى 14 تشرين الثاني 1960، ثم شغل منصب وزير التجارة في 15 تشرين الثاني 1960 خلفا لعبد اللطيف الشواف الذي شغل منصب محافظ البنك المركزي العراقي، واستمر ناظم الزهاوي في منصبه حتى ثورة 8 شباط التي أطاحت بحكومة عبد الكريم قاسم.
بعدها عمل خبيرا اقتصاديا ووضع أسس الهيكلية المالية للمملكة العربية السعودية.

## مؤلفات عنه
- "ناظم الزهاوي.. رجل الدولة والإصلاح"، من تأليف عبد المنعم الأعسم.[6]